# Atatürk Stadion
Atatürk Stadion eller Atatürk Olympiske Stadion er et stadion i det vestlige Istanbul, Tyrkiet. Det er opkaldt efter Kemal Atatürk. Opførelsen af anlægget blev påbegyndt i 1999, og stadionet stod færdigt i 2002. Det blev bygget for at understøtte Istanbuls bud på værtskabet for sommer-OL 2008, som byen dog ikke fik tildelt (det gik i stedet til Beijing). 
Stadionet har 76.092 pladser, der alle er siddepladser, hvilket gør det til et femstjernet anlæg efter UEFAs målestok. Dermed er det i stand til at afholde finaler for UEFA-begivenheder. I 2005 lagde Atatürk Stadion for første gang græs til en sådan finale, da Champions League-finalen mellem Liverpool F.C. og A.C. Milan blev spillet her 25. maj. Da stadionet har fuld atletikkapacitet, er det også godkendt af IAAF og IOC til topbegivenheder inden for atletik, og der har været afholdt flere europæiske atletikkonkurrencer her. 
Atatürk Stadion er hjemmebane for İstanbul BB samt Tyrkiets fodboldlandshold. I visse perioder har også andre fodboldhold spillet hjemmekampe på banen; i sæsonen 2003-04 holdt Galatasaray S.K. til her, mens deres normale stadion, Ali Sami Yen Stadion, blev renoveret, samt i 2006-07 i nogle af holdets Champions League-kampe. Desuden har Sivasspor spillet nogle kampe med Atatürk Stadion som hjemmebane, når dårligt vejr har umuliggjort afholdelse af kampe på holdets normale hjemmebane.

## Renovation
Oprindeligt havde anlægget kapacitet til 80.597 tilskuere, men op til CL-finalen i 2005 fjernede man omkring 4.500 pladser, hvorfra det ikke var muligt at se hele banen. 

## Koncerter
Som de fleste andre store stadioner i verden har også Atatürk Stadion været spillested for musikalske verdensnavne. U2 gæstede anlægget 6. september 2010, og 55.000 tilskuere mødte op til begivenheden. 

## Tilskuerrekorder
| Nr. | Tilskuertal | Dato               | Kamp                                        |
| --- | ----------- | ------------------ | ------------------------------------------- |
| 1   | 79.414      | 31. juli 2002      | Galatasaray S.K. – Olympiakos F.C.          |
| 2   | 71.334      | 27. september 2003 | Galatasaray S.K. – Fenerbahçe SK            |
| 3   | 70.858      | 12. september 2006 | Galatasaray S.K. – FC Girondins de Bordeaux |
| 4   | 70.024      | 25. maj 2005       | AC Milan – Liverpool FC                     |
| 5   | 66.300      | 30. august 2003    | Galatasaray S.K. – CSKA Moskva              |
| 6   | 62.620      | 9. august 2003     | Galatasaray S.K. – Diyarbakırspor           |
| 7   | 58.617      | 30. september 2003 | Galatasaray S.K. – Real Sociedad            |
| 8   | 51.714      | 18. oktober 2006   | Galatasaray S.K. – PSV Eindhoven            |
| 9   | 47.682      | 4. april 2004      | Galatasaray S.K. – Beşiktaş JK              |
| 10  | 41.125      | 21. oktober 2003   | Galatasaray S.K. – Olympiakos F.C.          |